# David Murray (pallanuotista)
David Young Murray (Motherwell, 13 giugno 1925 – 20 ottobre 2020) è stato un pallanuotista britannico.
Ha disputato le Olimpiadi di Londra 1948 e di Helsinki 1952.
Ha indossato anche la canotta della Scozia, della quale vanta 13 presenze nel periodo 1948-1956.